# Thayeria obliqua
Thayeria obliqua es una especie de peces Characiformes de la familia Characidae.

## Morfología
Los machos pueden llegar alcanzar los 7,6 cm de longitud  total.

## Hábitat
Vive en zonas de clima tropical entre 22 °C - 28 °C de temperatura. 

## Distribución geográfica
Se encuentran en Sudamérica:  cuencas de los ríos  Amazonas,  Tocantins y Guaporé.